# Alojz Malec
Alojz Malec (Alois Malec) (Hrbov, 10. srpnja, 1855. – Dobro Polje, 31. listopada, 1922.) hrvatski pisac, rimokatolički svećenik, moravskog podrijetla. Autor jedine tiskane knjige na jeziku moravskih Hrvata.
Bio je rođen kod Velikog Meziriča. U ovem vremenu još su živjeli Hrvati u Moravskoj u Dobrom Polju, Novoj Preravi i Frielištofu. Gimnaziju i bogosloviju je pohađao u Brnu. Među moravske Hrvate je došao 1892. godine u Dobro Polje. Od svojih je vjernika naučio moravskohrvatsko narječje i zauzeo se za Hrvate.
Malec je preuzeo gradišćanskohrvatski molitvenik Lovrenca Bogovića Hizsu zlatu, jer u njihovoj crkvi su imeli samo njemačke knjige. Malec i drugi moravski svećenik, Franjo Venhud, koji je naučio hrvatski u Sarajevu, su izdali molitvenik Molitve i pjesme pro ljud hrvatski v Moravi (1895.).
Nasuprot u Moravskoj se ni razvila odjeljena književna norma, kao u Gradišću.

## Vanjske poveznice
- Moravští Hrváti – Kreslí , farář v Gutfjeldě Alois Malec